# 1443 Ruppina
1443 Ruppina је астероид главног астероидног појаса са средњом удаљеношћу од Сунца која износи 2,938 астрономских јединица (АЈ).
Апсолутна магнитуда астероида је 11,4 а геометријски албедо 0,046.